# Chemancheri Kunhiraman Nair
Chemancheri Kunhiraman Nair, también conocido como Gurú Chemancheri (Cheliya, Kerala; 26 de junio de 1916-Ib., 15 de marzo de 2021), fue un destacado actor indio de Kathakali conocido por haber pasado más de ochenta años aprendiendo, enseñando e interpretando Kathakali, una forma importante de danza clásica india.
El Gobierno de la India le otorgó el cuarto honor civil más alto, Padma Shri en 2017. Falleció el 15 de marzo de 2021 en su residencia de la aldea de Cheliya, cerca de Koyilandy, a la edad de 104 años.

## Primeros años
Kunhiraman Nair se crio en el pueblo de Cheliya, cerca de Koyilandy, distrito de Kozhikode. Su madre murió cuando él tenía solo tres años, y luego, a los trece, perdió a su padre. Se interesó desde el principio por las representaciones que presentaban las compañías teatrales visitantes y, a la edad de quince años, dejó su casa para comenzar a entrenar en un centro de Kathikali, a unos 25 km de distancia.
Más tarde, se fue a vivir a Cananor y, a la edad de 31 años, conoció a su compañera de vida, Janaki. Después de seis años de matrimonio, la pareja perdió a su primogénito, una niña. Janaki murió un año después, dejando a Nair para criar a su hijo de un año.
Nair recibió formación en Kathakali con Gurus (profesores / mentores) Karunakara Menon, Ambu Panicker, Katathanad Ramunni Nair y Matasseri Kochugovindan Nair. Estudió Bharatanatyam uno de los bailes clásicos indios con Kalamandalam Madhavan Nair, Salem Rajaratnam Pillai y Balachandra Bhai de Madrás. Dentro del arte de Kathakali, se sintió atraído por el Kallatikkotan del Sampradaya de Kaplingatan y llegó a especializarse en él.

## Carrera y docencia
Después de muchos años como intérprete, Nair finalmente se convirtió en maestro de Kathakali. No obstante, continuó como intérprete de escenario para papeles seleccionados, incluido el de Krishna Vesham en Santhanagopalam y varios dramas de danza vistos en la India. También coreografió varios dramas de baile. Ha dicho que el papel de Krishna es su favorito.

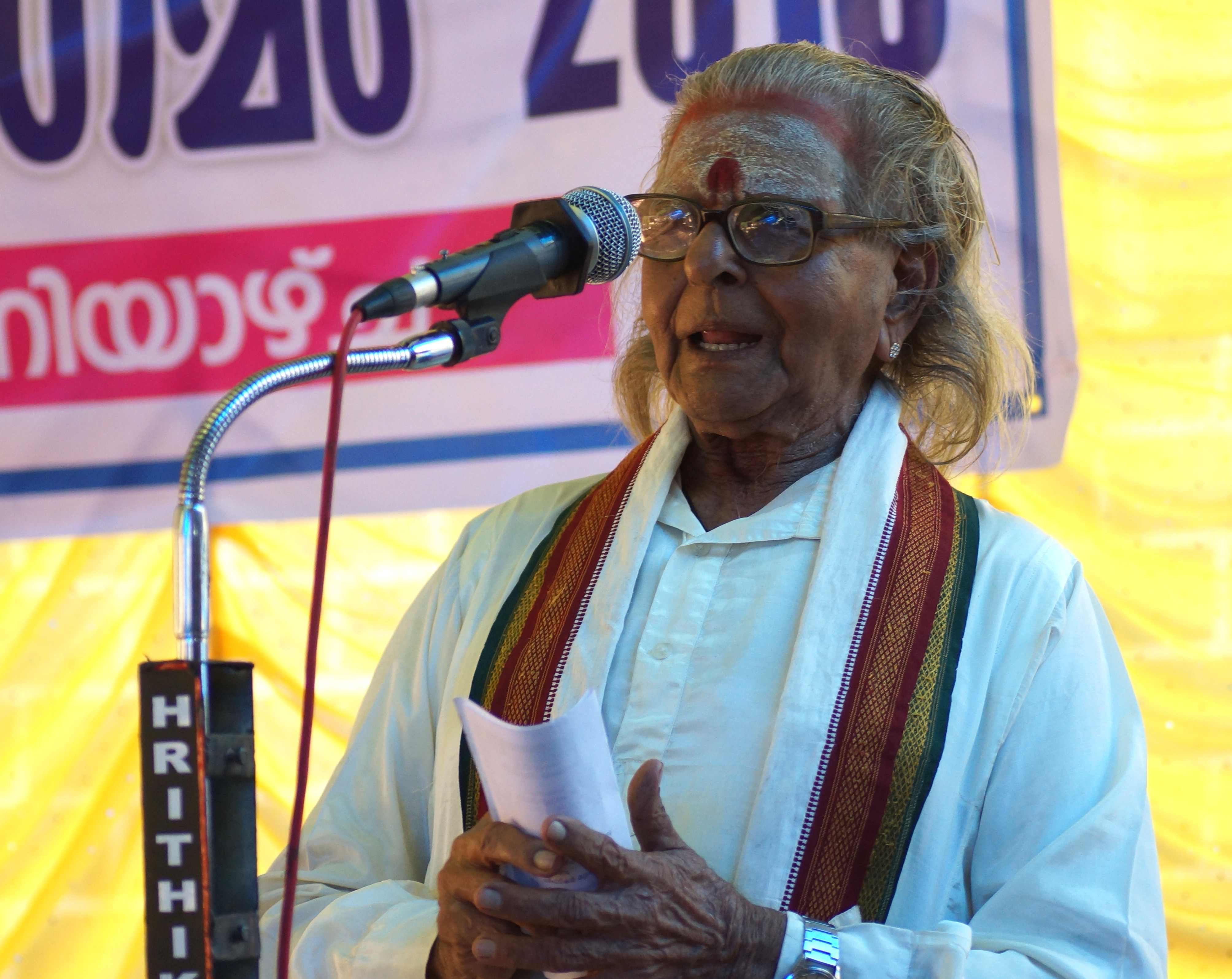
Nair en un evento.

Estableció una institución llamada Bharateeya Natya Kalalayam en Kannur en 1945. A partir de 1947, se desempeñó como director del Bharatheeya Natya Kalalayam en Thalassery.
Más tarde, estableció otra escuela, Cheliya Kathakali Vidyalayam, en 1983, en Cheliya.
Además de Kathakali, también ha apoyado otras formas de danza-drama, incluido Ashtapadi Attam, basado en los versos de Gīta Govinda, del poeta medieval Yaiádeva. Nair, en colaboración con otro maestro de danza, Guru Gopinath, formuló Kerala Natanam, que se basa en Kathakali y Mohiniyattam, y se ha convertido en una forma de danza reconocida por el gobierno en Kerala.
Durante las celebraciones por su centenario, el actor y bailarín Vineeth, realizó una danza clásica en homenaje a Nair, en nombre de 'Krishnaparvam'.

## Premios y honores
- 1979 El premio Kerala Sangeeta Nataka Akademi lo reconoció por sus contribuciones.[10]
- 1999 Beca de la Academia Kerala Sangeeta Nataka Akademi.
- 2001 Kerala Kalamandalam otorgó un premio por contribuciones especiales al arte.
- Premio Darpanam Natyakulapathi 2002.
- 2002 Premio Kerala Kalamandalam Visishta Kala Seva.[9]
- Premio Kalaratnam 2009 de Kerala Kalamandalam.
- 2017 Premio Padma Shri otorgado por el Gobierno de la India.[3]
- Premio Mayilpeeli.
- Premio Sangeet Natak Academi Tagore por contribuciones a Kathakali.